# 賀陽インターチェンジ
賀陽インターチェンジ（かようインターチェンジ）は、岡山県加賀郡吉備中央町西の岡山自動車道のインターチェンジ。高梁市街や同市旧成羽町域の最寄りインターチェンジである。
2025年（令和7年）2月20日より料金所がETC専用になっている。
ここから、岡山方面は片側2車線に、北房方面は暫定2車線となる。

## 道路
- E73 岡山自動車道（2番）

## 接続する道路
- 国道484号
- （近くに、岡山県道57号総社賀陽線）
- （近くに、岡山県道78号長屋賀陽線）
- （近くに、岡山県道306号賀陽種井線）

## 料金所
- ブース数：5

### 入口
- ブース数：2　
  - ETC専用：1　
  - サポート：1

### 出口
- ブース数：3　
  - ETC専用：1　
  - サポート：2

## バス停留所
高速バス専用のバス停留所が設けられている。
上り線は料金所手前からバス停専用のランプが分岐して一般車両用ランプをくぐる構造となっており、バス・利用者とも料金所を通過することなく乗降できる構造となっている。下り線は本線上に設けられている。
バス事業者は賀陽インター（かようインター）という呼称を使用している。
なお、新倉吉街道エクスプレス（倉吉方面）、ももたろうエクスプレス（米子・松江・出雲方面）は当バスストップには停車しない（運行経路上であるが通過扱いとなる）。

### 停車する路線
| のりば | 愛称          | 会社名       | 行先                                       | 備考 |
| ------ | ------------- | ------------ | ------------------------------------------ | ---- |
| 上り線 | 岡山 - 勝山線 | 中鉄北部バス | 岡山（岡山駅東口・天満屋バスステーション） |      |
| 下り線 | 岡山 - 勝山線 | 中鉄北部バス | 真庭（真庭市役所・中国勝山駅）             |      |

## 隣
E73 岡山自動車道
(1) 岡山総社IC - 総社PA - (2) 賀陽IC/BS - 高梁SA - (3) 有漢IC/BS